# Speleoklub Dębicki
Speleoklub Dębicki – organizacja skupiająca miłośników jaskiń z Dębicy założona w 1986 r. przez Tomasza Kałużę, Tomasza Mleczka i Bogdana Szatkowskiego. Członkowie klubu odkryli na terenie Beskidów i Pogórza Karpackiego wiele nowych jaskiń i stanowisk nietoperzy. Klub wydał też 4 numery czasopisma Jaskinie Beskidzkie. Speleoklub Dębicki istniał do 2001 r., kiedy to wszedł w skład nowego Stowarzyszenia Speleoklub Beskidzki.